# Guo Jianmei
Pour les articles homonymes, voir Guo.
Guo Jianmei (chinois 郭建梅, pinyin Guō Jiànméi), née en octobre 1961, est une avocate chinoise au sein du Centre d'études féminines et d'aide juridique. Elle milite pour l'amélioration de la condition féminine par l'évolution du dispositif législatif.

## Biographie
Guo Jianmei a raconté son histoire dans l'émission de radio Hors-Champs de Laure Adler sur France Culture, le 10 mars 2010. "Je suis née dans un village très pauvre, où mes parents étaient enseignants." Elle a pu réussir ses études et défend les droits des femmes. Elle exerce son activité d'avocate au sein de l’ONG chinoise Women's Law Studies and Legal Aid Center de l'Université de Pékin. En 2011, deux mois après qu'elle a reçu une distinction internationale, son ONG est exclue de l'université de Pékin.
En 2012, madame Guo  Jianmei intervient pour le Centre de Service et de Conseil Légaux pour les Femmes Zhongze, à Pékin et déclare « Entre 100 et 200 millions de femmes en Chine ont souffert ou souffrent de harcèlement sexuel sur leur lieu de travail », mais les femmes qui osent porter plainte sont une minorité.

## Récompenses
En 2010, elle est lauréate du prix Simone de Beauvoir pour la liberté des femmes, avec Ai Xiaoming. En 2011, elle reçoit le Prix international Femme de courage, qui lui a été remis par Hillary Clinton.
Le 25 septembre 2019, Guo Jianmei reçoit le prix Right Livelihood, connu sous le nom de « prix Nobel alternatif ».